# Albrighton
Albrighton is een civil parish in het bestuurlijke gebied Shropshire, in het Engelse graafschap Shropshire met 4326 inwoners.